# Pariacocha
La laguna Pariacocha ― del quechua, Paria: Gorrión andino y Qucha: laguna)― es un cuerpo de agua dulce situado en el distrito de Chacas en la región peruana de Áncash dentro de la Cordillera Blanca en la zona de amortiguamiento del parque nacional Huascarán. Forma parte de la cuenca hidrográfica del río Acochaca, que avena al Marañón y este al Amazonas, en la vertiente del Atlántico. Se encuentra a 4100 m s. n. m., a unas 3.5 horas al este del pueblo de Chacas.
Es la laguna más grande de la quebrada Aywinyag y una de las lagunas más grandes del grupo de 10 cuerpos de agua situados al este de Chacas, en la cuenca del río Arma. Con una coloración verde oscura.
Se accede a ella desde la quebrada Aywinyag, que avena al río Arma, cerca del poblado de Rayán. Cerca de la laguna se encuentra el cuello volcánico de Cuncashgaga, una enorme formación rocosa de origen volcánico de unos 500 metros de altura que se alza imponente sobre la quebrada y que puede ser divisada desde Chacas y pueblos circundantes.